# Yuppie Psycho
Yuppie Psycho es un videojuego de terror de supervivencia de 2019. Desarrollado por Baroque Decay, el juego involucra a Brian Pasternack, quien es contratado en una empresa y se encuentra con la tarea de convertirse en un cazador de brujas, para cazar a una bruja que ha corrompido a la empresa desde dentro.El juego se lanzó en Steam en 2019 y luego recibió una edición ampliada en Switch, Xbox One y PlayStation 4.

## Trama
El juego trata sobre Brian Pasternack, un nuevo empleado de una de las corporaciones más grandes del mundo, Sintracorp. A Pasternack le preocupa que pueda ser una estafa, pero acepta el trabajo. Al llegar, se da cuenta de que su trabajo es convertirse en un cazador de brujas, ya que una bruja ha existido dentro del edificio de Sintracorp durante años, corrompiendo a la empresa desde adentro. Luego, Pasternack debe descubrir el misterio de la bruja para detener su reinado de terror. 

## Jugabilidad
No hay un sistema de combate, solo algunos elementos que se encuentran en el juego pueden usarse para detener a algunos enemigos si se acercan al jugador. 

## Producción
Yuppie Psycho fue desarrollado por Barroco Decay, un equipo de Francia y España.   Antes de desarrollar Yuppie Psycho, el desarrollador Barroco Decay creó el juego The Count Lucanor que, según dijeron, se centró primero en desarrollar las mecánicas del juego que funcionaron en intentos anteriores del juego, y nos fijamos las limitaciones de trabajar solo con ellas. A continuación, el grupo comenzó a trabajar en Yuppie Psycho con la esperanza de hacer algo más ambicioso en tamaño y narrativa. El grupo decidió aplicar lo que aprendieron del Conde Lucanor y crear un juego que tuviera un título fácil de leer, un personaje jugable más empático y un entorno identificable. El grupo discutió varias influencias del entorno de oficina en el juego, The Crowd (1928), The Apartment (1960), Brasil (1985), The Matrix (1999), y el humor negro de películas como Gremlins 2, Hudsucker Proxy y Joe . Contra el Volcán .  Los desarrolladores convirtieron Yuppie Psycho en un juego temático de terror y comedia, descubriendo que permitía una mayor libertad para diseñar el juego y el ritmo de la trama. 
Yuppie Psycho se hizo a partir de un motor casero.  Si bien se desarrolló en España y Francia, el juego presenta un estilo retro de pixel art que muestra una influencia de los estilos anime y manga .  A diferencia de The Count Lucanor, que incluía remezclas de música clásica, el juego tenía música de Michael "Garoad" Kelly, quien se acercó a ellos para su nuevo proyecto desde el principio. Kelly dijo que se acercó después de jugar The Count Lucanor y que estaba emocionado de crear un juego con "una atmósfera musical que fluiría bien con los cambios tonales del juego; las pistas más suaves tendrían una sutil capa de inquietud que naturalmente haría la transición". a espeluznante y horroroso." 

## Realización
Yuppie Psycho fue lanzado el 25 de abril de 2019.  El equipo describió una actualización gratuita titulada Yuppie Psycho: Executive Edition como la versión "completa" del juego. Fue lanzado en octubre de 2020, el juego se actualizó de forma gratuita con contenido descargable (DLC) y se lanzó completamente en Nintendo Switch, agregando tres horas más de juego, además de algunos escenarios nuevos y finales alternativos.   A diferencia de The Count Lucanor, el equipo desarrolló ellos mismos los ports de Yuppie Psycho .  Gran parte del material creado para ello provino de reacciones de los fanáticos que querían ver más del personaje de Mr. Devil y profundizar en la historia de la familia Sintra. El juego fue publicado por Neon Doctrine, lo que los desarrolladores sintieron que les ayudaría a llegar a los mercados asiáticos para el juego, particularmente con los gráficos de estilo anime y los elementos del folclore asiático. Los desarrolladores notaron que debido a que los streamers coreanos jugaron el juego en el lanzamiento, apareció en la página principal de Twitch y ayudó a difundir el boca a boca.  El juego se vendió más en los mercados norteamericanos, principalmente en Estados Unidos. 

Inicialmente se planeó que el juego se lanzara en PlayStation 4 y Xbox One, pero Baroque Decay declaró que su investigación no generó mucho interés en esos sistemas y decidió lanzarlo primero en Nintendo Switch para ver cómo iba.  El juego se lanzó posteriormente para Xbox One, Xbox Series X el 3 de noviembre de 2022.   Fue lanzado para PlayStation 4 el 11 de enero de 2023. 

## Recepción
Yuppie Psycho recibió una puntuación de 81/100 en el sitio de reseñas agregadas Metacritic, lo que indica "críticas generalmente favorables".  Danielle Riendeau de Vice elogió el humor del juego afirmando que era "muy divertido en cada momento" y descubrió que "no todos los ritmos de la historia funcionaron para mí, aunque en su mayoría lo encontré deliciosamente cursi". y se vieron obligados a verlo hasta el final.  Kevin Lynn de Adventure Gamers elogió los satisfactorios acertijos y la jugabilidad de terror de supervivencia, y su divertida historia, al tiempo que señaló que algunas de las mecánicas de sigilo y supervivencia eran relativamente superficiales.  Una reseña de IGN Japón aplaudió el híbrido de terror y comedia negra del juego, pero no logró crear la tensión que tenía la serie Resident Evil, y no estuvo a la altura del tema de supervivencia del mundo corporativo hacia el final del juego. 